# Shirdi
Shirdi là một thành phố và là nơi đặt hội đồng đô thị (municipal council) của quận Ahmadnagar thuộc bang Maharashtra, Ấn Độ.

## Địa lý
Shirdi có vị trí 19°46′B 74°29′Đ / 19,77°B 74,48°Đ Nó có độ cao trung bình là 504 mét (1653 feet).

## Nhân khẩu
Theo điều tra dân số năm 2001 của Ấn Độ, Shirdi có dân số 26.169 người. Phái nam chiếm 53% tổng số dân và phái nữ chiếm 47%. Shirdi có tỷ lệ 70% biết đọc biết viết, cao hơn tỷ lệ trung bình toàn quốc là 59,5%: tỷ lệ cho phái nam là 76%, và tỷ lệ cho phái nữ là 62%. Tại Shirdi, 15% dân số nhỏ hơn 6 tuổi.